# Dzūkija

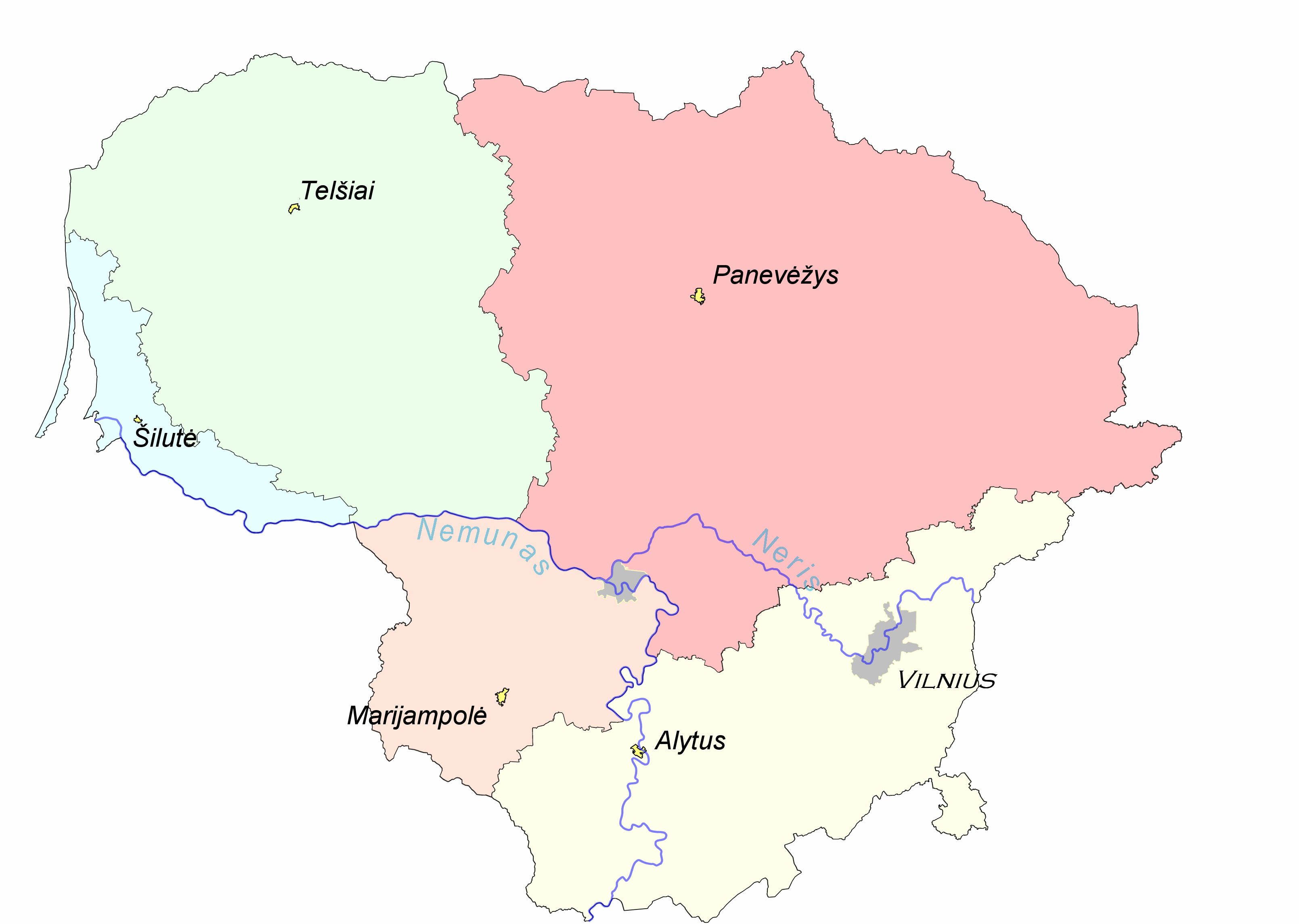
Dzūkija en color groc suau

Dzūkija o Dainava és una de les cinc regions etnogràfiques de Lituània. Dzūkija és una regió cultural definida per estils de vida i dialectes de la població lituana locals –agricultors majorment rurals– tradicionals i mai no s'ha definit com una unitat política o administrativa. Tradicionalment, Alytus és considerada la capital de la regió, encara que no és la ciutat més gran de Dzūkija.

## Geografia
Dzūkija està situat al sud-est de Lituània i conforma el comtat d'Alytus i el sud del comtat de Vílnius. Històricament, s'estenia al nord-est de Polònia (Voivodat de Podlàquia) i a l'oest de Belarús.
Gran part de Dzūkija té un sòl arenós, no apte per a l'agricultura. Per tant, la regió està densament coberta de boscos de pi, incloent el bosc de Dainava, el més gran de Lituània, també es troba el major pantà del país el Pantà de Čepkeliai, que està situat en la regió propera a la frontera amb Belarús. També és la regió menys poblada de Lituània, amb una mitjana de densitat per sota de 15 persones per quilòmetre quadrat al districte municipal de Varėna. A causa d'obtenir més petites collites per la seva terra infèrtil, la regió era relativament més pobra que la resta de Lituània. Els agricultors van haver de complementar els seus rendiments amb la recol·lecció de bolets comestibles i fruits dels seus boscos, estant una part important de l'economia local.
Dos dels cinc parcs nacionals que disposa Lituània, es troben a Dzūkija: el Parc Nacional de Dzūkija a l'est de Varėna designat el 1991 i el Parc Nacional Històric de Trakai a la vora de Trakai de l'any 1992.

## Llengua
La gent de Dzūkija tradicionalment parla el dialecte dzūkià (també conegut com a "aukštaitià del sud"), que és un subdialecte del dialecte aukštaitià. A Lituània, igual que en altres llocs, els dialectes locals estan desapareixent, ja que les persones adopten el lituà a través d'escoles i mitjans de comunicació.
Els primers textos lituans del segle xvi escrits a mà mostren trets del dialecte de Dzūkija.

## Escut

Escut d'armes de Dzūkija

L'escut d'armes de Dzūkija mostra la imatge d'un guerrer amb armadura blanca amb una atxa llarga sobre un escut blau. El color blau simbolitza la fidelitat i la força. El gran escut d'armes té el suport de dos linxs i el seu lema en llatí: «Ex Gent bellicosissima populus laboriosus». Aquests símbols van ser creats per l'artista heràldic Arvydas Každailis el 2003 utilitzant els símbols històrics de Trakai.